# Elvina Sousa Carvalho

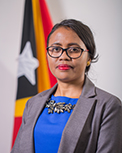
Elvina Sousa Carvalho

Elvina Sousa Carvalho (auch Elvina de Sousa Carvalho, * 18. Juli 1986 in Gleno, Ermera, Osttimor) ist eine Politikerin aus Osttimor. Sie ist Mitglied der Partido Democrático (PD) und dort Präsidentin der Organização Mulher Democrático.

## Werdegang
Carvalho ist das älteste Kind von Maria Imaculada Carvalho und Domingos Sousa de Deus und hat drei Schwestern und zwei Brüder. Elvina besuchte die öffentliche Grundschule Nr. 2 in Gleno, dann die dortige Prä-Sekundarschule 10 de Abril und schließlich die öffentliche Sekundarschule Nino Konis Santana.
Sie nahm am japanischen Austauschprogramm JENESYS2015 Young Politicians and Young Diplomats Group teil und hat einen Abschluss in Sozial- und Humanwissenschaften der Universidade da Paz (UNPAZ) und ein Zertifikat der Konrad Adenauer School for Young Politicians (KASYP) (2012–2014). Carvalho ist auch Mitglied des Konrad Adenauer Stiftung Young Political Leaders Caucus (KASYP-LC). Es folgten verschiedene Konferenzen und Workshops in Myanmar, Singapur, Südkorea, Malaysia und Deutschland. 2006 arbeitete Carvalho als Freiwillige für die Nichtregierungsorganisation Friends of Ermera, assistierte im selben Jahr zwei Monate lang zwei australischen Journalisten und arbeitete 2014 im Büro des Staatssekretärs für lokale Entwicklung.

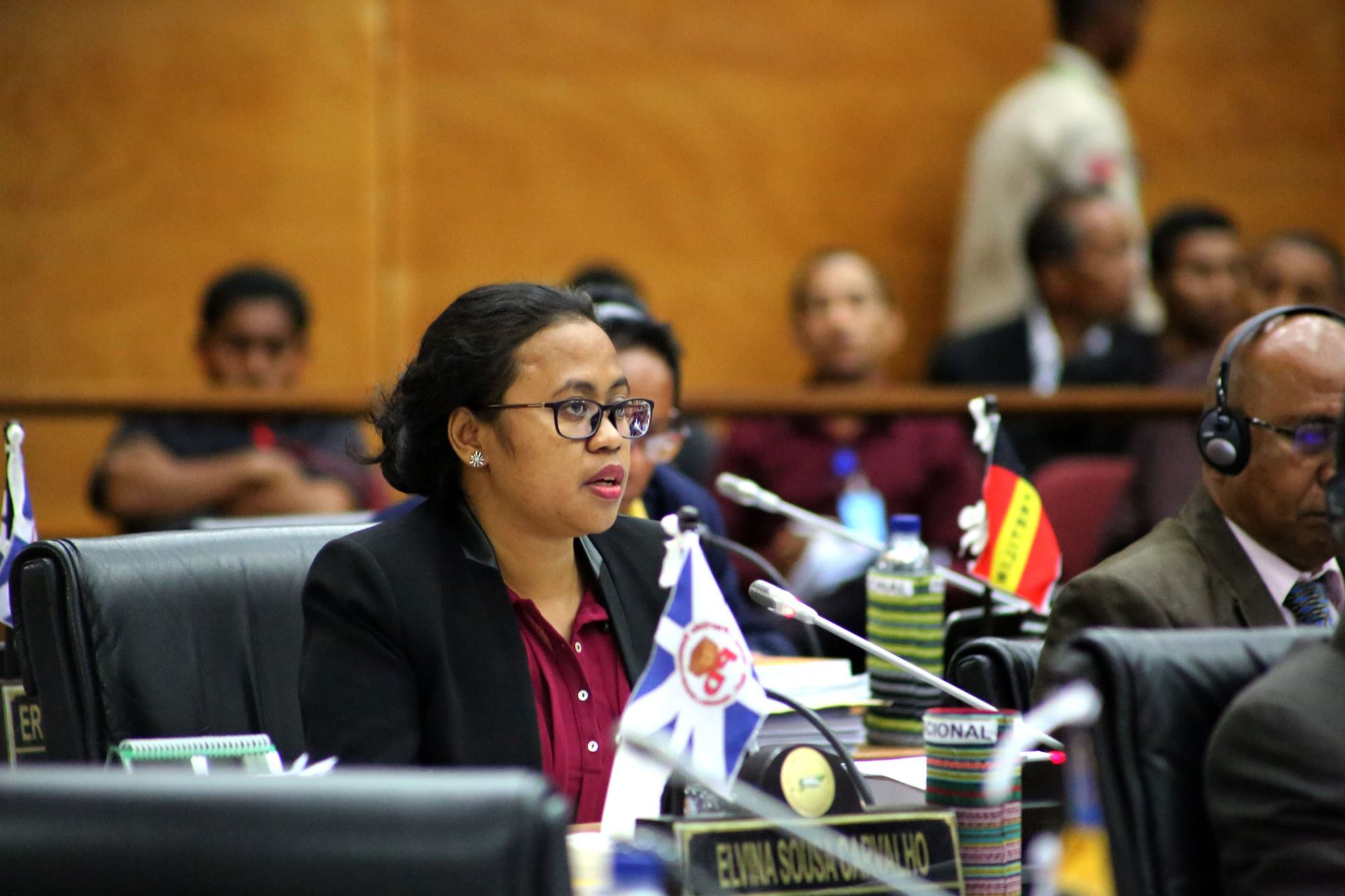
Elvina Sousa Carvalho im Parlament (2018)

Seit Beginn ihres Studiums 2007 war sie politisch aktiv und Mitglied der Organizasaun Juventude Demokratiku, der Jugendorganisation der PD. 2011 wurde Carvalho zur zweiten stellvertretenden Generalsekretärin der Organização Mulher Democrático (OMD) gewählt, der PD-Frauenorganisation. Im Januar 2017 folgte die Wahl zur Präsidentin der OMD.
Bei den Parlamentswahlen in Osttimor 2017 kandidierte Carvalho auf Platz 3 der Parteiliste der PD und zog so in das Nationalparlament als Abgeordnete ein. Am 6. September wurde sie zur stellvertretende Sekretärin im Parlamentspräsidiums gewählt. Außerdem war sie Mitglied in der Kommission für Ethik (Kommission G). Da die Minderheitsregierung der FRETILIN und PD sich im Parlament nicht durchsetzen konnte, löste es Präsident Francisco Guterres auf und rief zu Neuwahlen auf. Carvalho gelang bei der Neuwahl am 12. Mai 2018 wieder auf Platz 3 der PD-Liste der erneute Einzug ins Parlament. Carvalho wurde zunächst Mitglied der Kommission für Bildung, Jugend, Kultur und Bürgerrechte (Kommission G). und mit deren Umstrukturierung am 16. Juni 2020 Vizepräsidentin der Kommission für Außenangelegenheiten, Verteidigung und Sicherheit (Kommission B). Zudem war Carvalho Sekretärin der GMPTL (Gruppe der Parlamentarierinnen von Osttimor).
Bei den Parlamentswahlen 2023 kandidierte Carvalho chancenlos auf Platz 39 der PD-Liste. Die Partei erhielt nur sechs Sitze. Dafür wurde sie am 1. Juli 2023 in der IX. Regierung Osttimors von Premierminister Xanana Gusmão zur Staatssekretärin für Gleichberechtigung vereidigt.

## Sonstiges
Carvalho ist verheiratet mit Christopher Henry Samson.